# برنارد وينكلر
برنارد وينكلر (بالألمانية: Bernhard Winkler)‏ (24 يونيو 1966 بفورتسبورغ في ألمانيا - ) هو مدرب كرة قدم ولاعب كرة قدم ألماني في مركز الهجوم. لعب مع فاتنشايد 09 وفورتونا كولن وميونخ 1860 ونادي كايزرسلاوترن وSV Heidingsfeld ‏ و1. شفاينفورت 05 ‏ وSV Türkgücü-Ataspor München ‏.

## وصلات خارجية
- برنارد وينكلر على موقع قاعدة بيانات كرة القدم.إي يو (الإنجليزية)
- برنارد وينكلر على موقع بيانات كرة القدم. دي إي (الألمانية)
- برنارد وينكلر على موقع عالم كرة القدم.نت (الإنجليزية)